# بويان ستيبانوفيتش
بويان ستيبانوفيتش هو لاعب كرة قدم صربي في مركز الوسط، ولد في 11 يناير 1983 في بلغراد في صربيا. لعب مع تيموك زاييتشار ونادي شيفاز يو إس أي.

## وصلات خارجية
- بويان ستيبانوفيتش على موقع الدوري الأمريكي (الإنجليزية)
- بويان ستيبانوفيتش على موقع قاعدة بيانات كرة القدم.إي يو (الإنجليزية)
- بويان ستيبانوفيتش على موقع Soccerway.com (الإنجليزية)